# Louis van Dievel
Louis van Dievel (Mechelen, 24 april 1953) is een Vlaams journalist en schrijver.

## Levensloop
Van Dievel is vertaler Italiaans en Engels van opleiding en is nagenoeg zijn volledige loopbaan bij de Vlaamse publiekszender VRT actief als journalist. Zo was hij daar bijvoorbeeld coördinator voor het actualiteitenprogramma Morgen Beter (2005-2007). Een lange periode die, tweemaal, kort werd onderbroken door zijn overstappen naar VTM. Op het einde van zijn loopbaan was hij moderator bij de VRT-nieuwswebsite deredactie.be.
Als schrijver haalde hij bekendheid in Vlaanderen met De Pruimelaarstraat. Daarin grijpt hij terug naar het begin van de jaren zeventig, toen een seriemoordenaar en verkrachter de streek van Mechelen terroriseerde. Voor dit boek kreeg hij een nominatie voor de Libris Literatuur Prijs. Nadien werd het bewerkt door het theatergezelschap 't Arsenaal uit Mechelen.
Voor zijn werk Hof van Assisen behaalde hij de Hercule Poirotprijs en werd hij genomineerd voor de Diamanten Kogel. Een misdaadroman met vooral aandacht voor de werking van het assisenhof zelf.
Hij schrijft ook toneelteksten en vermakelijke teksten voor moeilijke lezers in de reeks 'Wablieft'.